# Castle Bravo

Eksplozja Castle Bravo

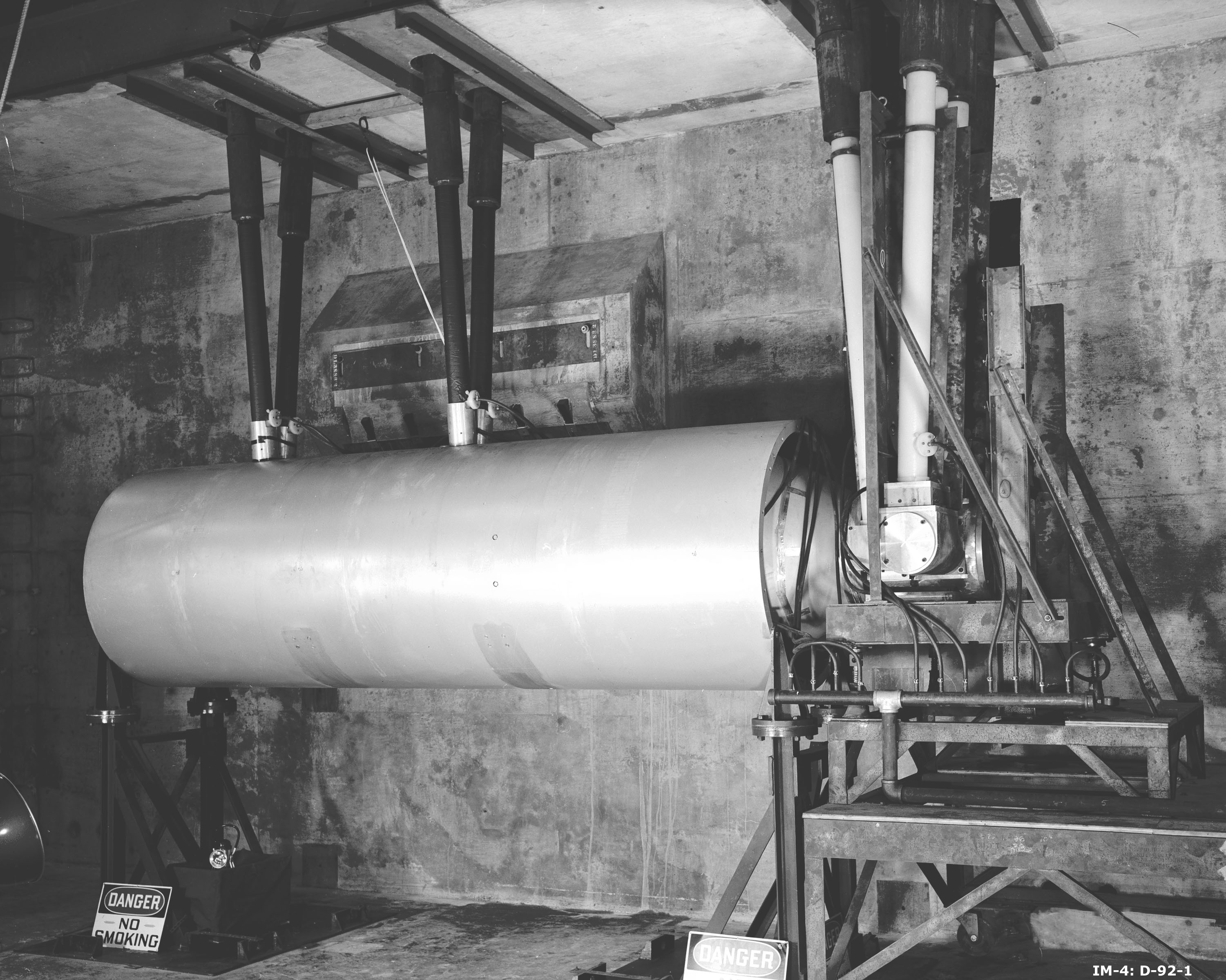
„Shrimp”

Castle Bravo – kryptonim (nazwa kodowa) nadany próbnej eksplozji bomby termojądrowej (wodorowej) o nazwie „Shrimp” (ang. ‘krewetka’), przeprowadzonej przez Stany Zjednoczone 1 marca 1954 roku o godzinie 6:45 czasu lokalnego, na atolu Bikini należącym do Wysp Marshalla. Była to pierwsza eksplozja przeprowadzona w ramach operacji „Castle”. Przed eksplozją przewidywano, że bomba Bravo będzie miała moc 4–8 Mt, jednak okazała się ona najpotężniejszą bombą zdetonowaną kiedykolwiek przez Stany Zjednoczone. Jej moc wynosiła 15 megaton (Mt), czyli 1000 razy więcej niż Little Boy zrzucony na Hiroszimę (15 kt). Ognista kula w ciągu jednej minuty osiągnęła 5 km średnicy i wzniosła się na 11 km; po niecałych 10 minutach osiągnęła natomiast aż 100 km. Stalowa wieża, w której umieszczona była bomba (ang. shot cab) oraz cała wyspa i większość sprzętu zniknęły w wyniku eksplozji. Chmurę i kulę ognia było widać z atolu Kwajalein odległego o 450 km. Detonacja ta doprowadziła do największej katastrofy ekologicznej wywołanej próbnym wybuchem jądrowym na świecie.

## Projekt bomby

Reakcje jądrowe zachodzące podczas eksplozji

Bomba miała budowę podobną do Ivy Mike (pierwszej bomby wodorowej), lecz z użyciem nowego paliwa termojądrowego, jakim był deuterku litu (LiD). Widziano w nim potencjał, ponieważ lit jest najlżejszym ze wszystkich metali, a jednocześnie jest łatwiejszy do otrzymania i przechowywania niż płynny deuter. Jako pierwszy deuterku litu użył Związek Radziecki, jednak siła bomby wypadła poniżej oczekiwań (siła eksplozji wyniosła zaledwie 400 kt). Jako zwierciadła odbijającego neutrony użyto lekkiego aluminium zamiast ciężkiej stali. Bomba ważyła 10660 kg, mierzyła 4,56 × 1,56 m.
Jej osłona była wykonana z łatwo dostępnego zubożonego uranu (jest on „odpadem” w procesie wzbogacania uranu dla reaktorów jądrowych), który miał pełnić rolę reflektora promieniowania rentgenowskiego. Te natomiast miało przyczynić się do wzrostu temperatury i utrzymania gęstości deuterku litu, który, bombardowany szybkimi neutronami, uległ częściowo przemianom jądrowym i rozszczepieniu, wytwarzając izotopy promieniotwórcze.
Projektanci bomby nie przewidzieli jednak, że 7lit obecny w paliwie termojądrowym, pod wpływem wysokoenergetycznych neutronów, ulegnie rozpadowi na hel (He), tryt (3H) oraz neutron (n0). Dodatkowa produkcja tych dwóch ostatnich sprawiła, że moc bomby była kilkukrotnie większa niż zakładano.
Podobne bomby (pozbawione uranowej osłony) o mocy 4 Mt produkowano do lipca 1956 r. jako Mk-21. W 1957 roku zostały one zastąpione przez Mk-36, która przez pewien czas była standardową bombą wodorową.

## Następstwa eksplozji

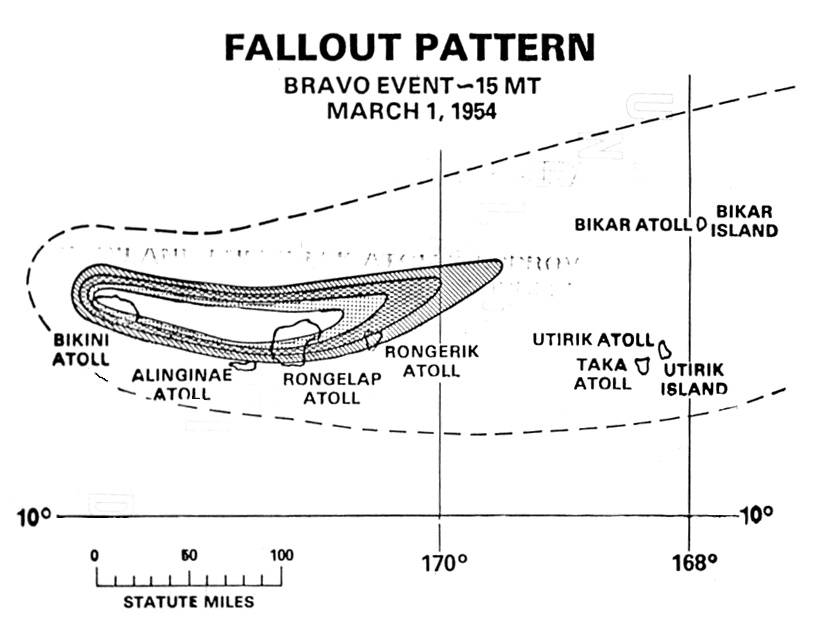
Obszar dotknięty opadem promieniotwórczym

Test „Bravo” spowodował wielką katastrofę ekologiczną. Eksplozja wywołała ogromny opad radioaktywny, rozchodzący się w kierunku zamieszkanych wysp atolu. W połączeniu z niekorzystnym wiatrem i wielką siłą eksplozji doszło do skażenia najbliższych wysp. Według obliczeń, gdyby identyczna eksplozja nastąpiła w Waszyngtonie, w tych samych warunkach opad dotarłby aż do Nowego Jorku (oddalonego o 330 km). Maksymalna odległość, na jaką wiatr rozniósł promieniotwórcze pyły, wynosiła 500–600 km.
Ludzie na okolicznych wyspach nie zdawali sobie sprawy z zagrożenia.

„Dzieci wybiegły na dwór z chat, łapiąc, a nawet połykając opadające białe płatki, myśląc, że to śnieg, o którym tyle czytały w książeczkach i gazetach. Jednak wkrótce potem skóra zaczęła je piec i robiła się czerwona w miejscu gdzie, upadły płatki, a dzieci zaczęły wymiotować krwawą mazią i dostały biegunki. Płatki, które opadły na skórę, nie chciały zejść lub odchodziły wraz ze skórą”.

Skażeniu uległo również wiele osób, które wyszły przed domy, by obserwować tę ogromną detonację. Cztery dni po eksplozji Stany Zjednoczone podjęły decyzję o ewakuacji całego atolu, jednak dla niektórych napromieniowanych było już za późno. Nie wiadomo dokładnie, ile osób zginęło lub odniosło poważne obrażenia wskutek opadu. U wielu osób obserwowano objawy choroby popromiennej, tj.: wymioty, biegunki, utratę włosów, „ślepotę atomową” (uszkodzenia wzroku wywołane promieniowaniem) oraz poparzenia (w tym wewnętrzne, głównie u dzieci, które połykały „śnieg”).
Ofiary opadu przesiedlono na niezamieszkany atol Utirik. W 1960 roku Stany Zjednoczone uznały atol Bikini za „czysty i możliwy do zamieszkania”, jednak pierwsi mieszkańcy wrócili na niego dopiero w 1979 r. Po trzech miesiącach jednak byli oni zmuszeni opuścić wyspy na stałe z powodu utrzymującego się skażenia.

### „Szczęśliwy Smok”

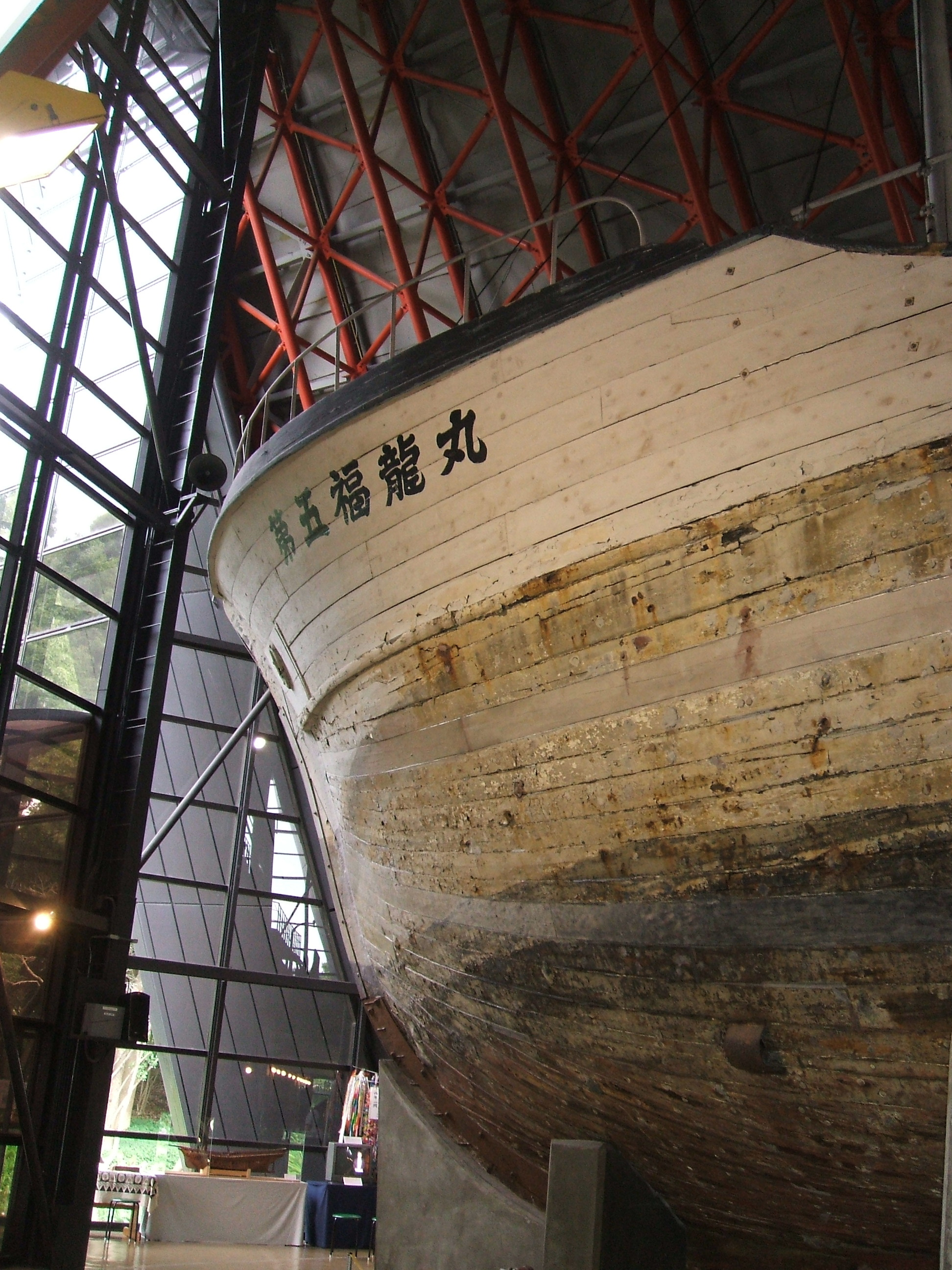
Kadłub Daigo Fukuryū Maru w muzeum w Tokio

Sprawa opadu promieniotwórczego po detonacji Castle Bravo została pierwotnie wyciszona przez amerykańskie władze, głównie dlatego, żeby zataić tę informację przed Związkiem Radzieckim, ale także z powodu niezbyt przychylnego nastawienia amerykańskiego społeczeństwa do prób jądrowych. Wkrótce jednak na jaw wyszła sprawa japońskiego kutra Daigo Fukuryū Maru (jap. ‘Szczęśliwy Smok nr 5’), który w momencie eksplozji znajdował się 140–170 km od „punktu zero”. Cała jego załoga zapadła na chorobę popromienną. Radiooperator, który był w tym czasie na pokładzie i krzyknął przerażony, że „widzi coś większego od słońca”, zmarł wkrótce potem. Cała załoga uzyskała status hibakusha (ofiar eksplozji atomowej), a rząd japoński zmusił amerykańskie władze do wypłacenia jej odszkodowań.
Stany Zjednoczone zobowiązały się również wypłacić odszkodowania mieszkańcom Wysp Marshalla, załodze USS „Bairoko” (lotniskowiec biorący udział w operacji, na którym szesnastu członków doznało poparzeń popromiennych) oraz dotkniętej promieniowaniem grupie naukowców, którzy obserwowali eksplozję z łodzi odległej o 60 km.
Historia załogi kutra była jedną z inspiracji dla japońskiego reżysera Ishirō Hondy do nakręcenia filmu Godzilla, w którym alegorią ataków atomowych i wypadku z opadem radioaktywnym jest tytułowy potwór.